# Cola letouzeyana
Cola letouzeyana là một loài thực vật có hoa trong họ Cẩm quỳ. Loài này được Nkongmeneck mô tả khoa học đầu tiên năm 1985.